# Come and take it

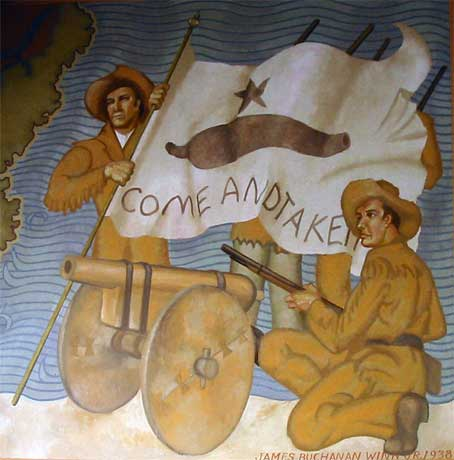
Detalhe de um mural no museu em Gonzales, Texas, com a bandeira Come and Take It

"Come and take it" (Venha e tome) é um slogan histórico, usado pela primeira vez em 480 a.C. na Batalha das Termópilas como "Molon labe" pelo rei espartano Leônidas I como uma resposta desafiadora e última resistência à rendição exigida pelo Exército Persa, e mais tarde em 1778 em Fort Morris na província da Geórgia durante a Revolução Americana, e em 1835 na Batalha de Gonzales durante a Revolução do Texas.

## Guerra Revolucionária Americana

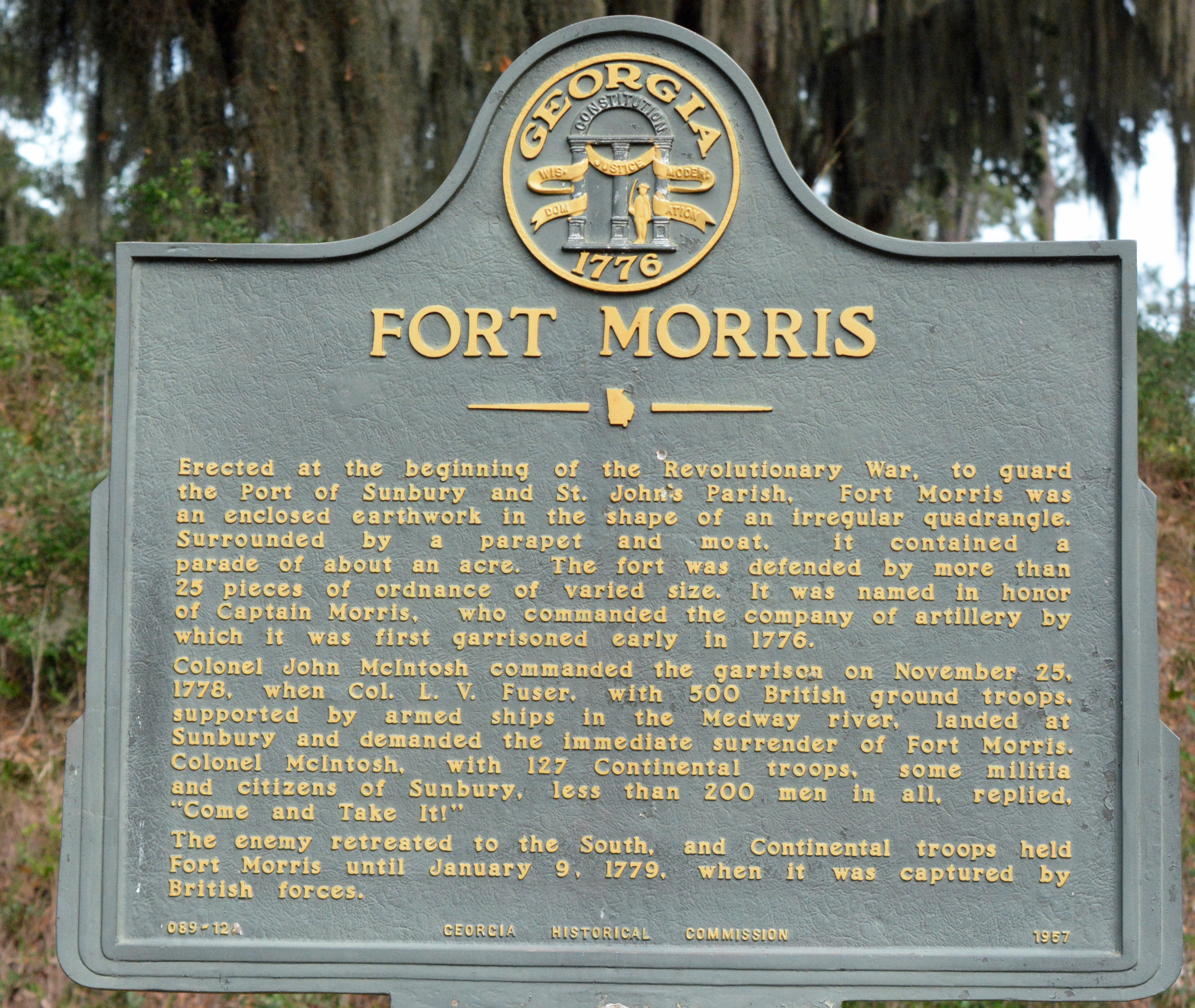
Marcador histórico de Fort Morris com "Come and take it!"

Sunbury, Geórgia, é agora uma cidade-fantasma, embora no passado fosse um porto ativo, localizada a leste de Hinesville. Fort Morris foi construído em Sunbury pela autoridade do Congresso Continental. Um contingente de soldados britânicos tentou tomar o forte em 25 de novembro de 1778. O contingente americano em Fort Morris foi liderado pelo coronel John McIntosh (c. 1748-1826). Os americanos somavam apenas 127 soldados continentais, mais milicianos e cidadãos locais. O forte em si foi construído de maneira grosseira e não poderia resistir a nenhum ataque planejado.
O comandante britânico, Coronel Fuser, exigiu a rendição de Fort Morris por meio de uma nota escrita aos rebeldes americanos. Embora claramente em menor número (ele tinha apenas cerca de 200 homens mais artilharia), a resposta escrita desafiadora do coronel McIntosh à exigência britânica incluía a seguinte linha: "Quanto à rendição do forte, receba esta resposta lacônica: COME AND TAKE IT!". Os britânicos se recusaram a atacar, em grande parte devido à falta de informações sobre outras forças na área. O Coronel Fuser acreditava que uma escaramuça recente na área, combinada com a bravata do Coronel McIntosh, pode ter refletido reforços e então os britânicos se retiraram.
Os britânicos voltaram em janeiro de 1779 com uma força maior. Mais tarde, eles conquistaram e controlaram quase toda a Geórgia nos anos seguintes O desafio do Cel. McIntosh foi um evento heroico e bem sucedido que inspirou os patriotas quando a Guerra se deslocou para as Carolinas e depois para o norte.
O Marcador Histórico de Fort Morris fica na Martin Road, Midway, Georgia. O marcador comemora a batalha e registra a resposta "Come and Take It!".
Em reconhecimento à sua coragem em defender o Fort Morris em Sunbury, McIntosh foi premiado com uma espada pelo Legislativo da Geórgia com as palavras "Come and Take It" gravadas na lâmina. McIntosh mais tarde serviu na Guerra de 1812 como general americano, ainda protegendo a costa da Geórgia. Ele serviu honrosamente, recebendo honras da cidade de Savannah por seu serviço.

## Revolução do Texas

A bandeira Come and Take It

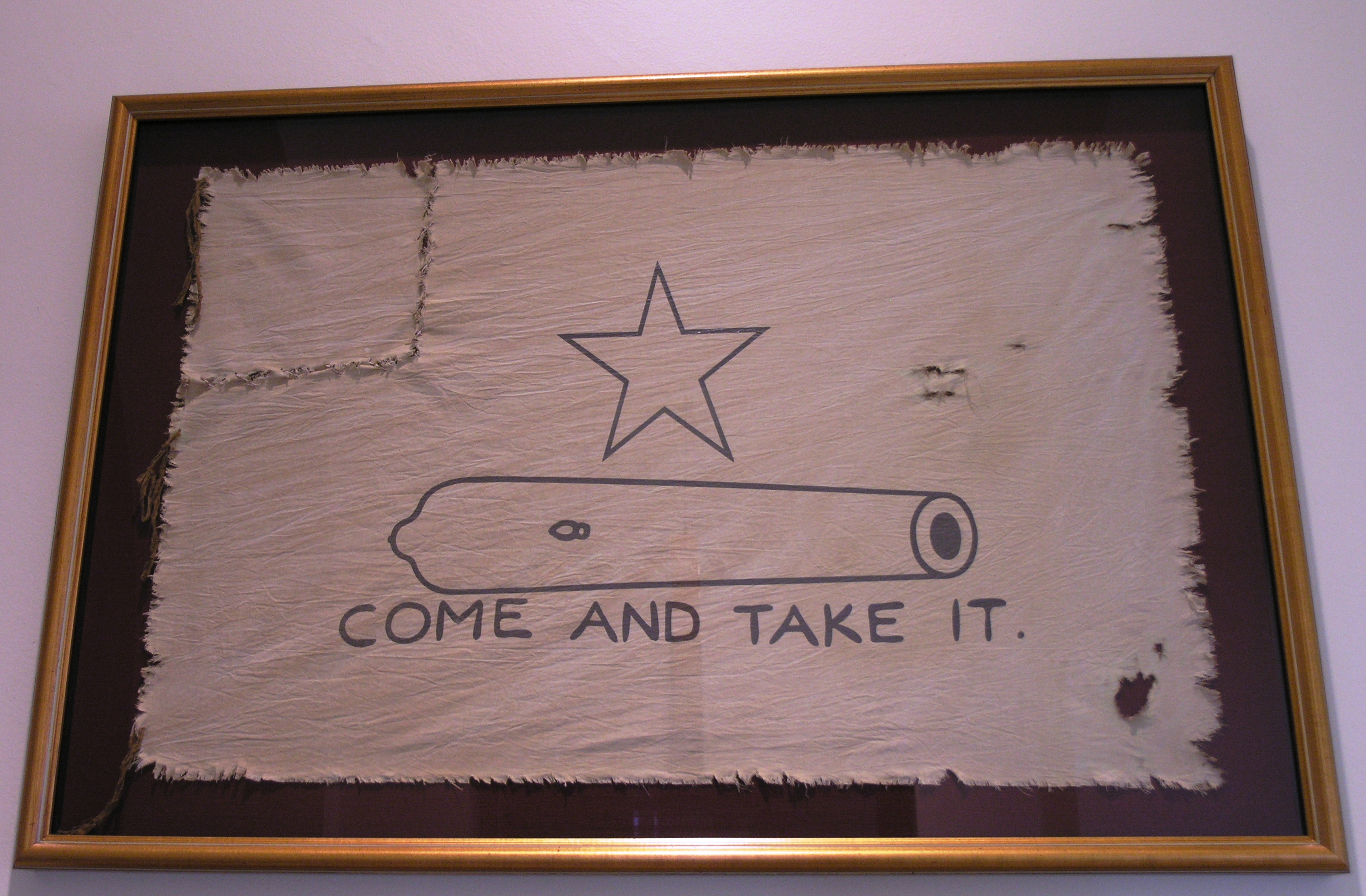
A réplica no Capitólio Estadual do Texas, mostrando detalhes do ouvido com ponta

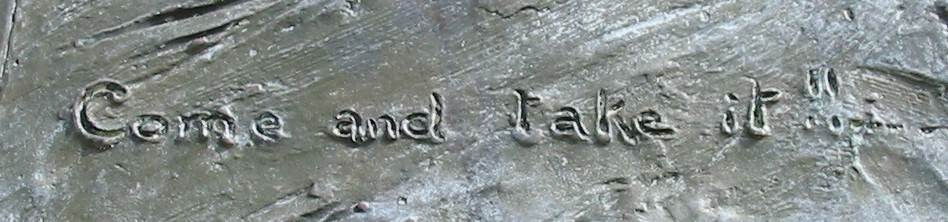
Detalhe do monumento em Gonzales, Texas

No início de janeiro de 1831, Green DeWitt escreveu a Ramón Músquiz, o principal oficial político de Bexar, e solicitou armamento para a defesa da colônia de Gonzales. Este pedido foi concedido com a entrega de um pequeno canhão usado. O pequeno canhão de bronze foi recebido pela colônia e assinado em 10 de março de 1831, por James Tumlinson, Jr. O canhão giratório foi montado em uma fortificação em Gonzales e mais tarde foi objeto de orgulho do Texas. Na pequena escaramuça conhecida como Batalha de Gonzales — a primeira batalha terrestre da Revolução do Texas contra o México — um pequeno grupo de texanos resistiu com êxito às forças mexicanas que receberam ordens do Coronel Domingo de Ugartechea para apreender seus canhões. Como símbolo de desafio, os texanos criaram uma bandeira com a frase "venha e tome" junto com uma estrela negra e uma imagem do canhão que haviam recebido quatro anos antes das autoridades mexicanas. Essa foi a mesma mensagem enviada ao governo mexicano quando eles disseram aos texanos para devolver o canhão; o não cumprimento das exigências iniciais levou à tentativa fracassada dos militares mexicanos de retomar à força o canhão.
Réplicas da bandeira original podem ser vistas no Capitólio Estadual do Texas, no Bob Bullock Texas State History Museum, no Sam Houston State University CJ Center, na Biblioteca da Universidade do Texas em El Paso, no prédio da sede da Academia Militar Marinha, na Hockaday School Hoblitzelle Auditorium e na Biblioteca Perkins da Universidade Duke.

## Usos adaptados
A bandeira Come and Take it foi apropriada em muitos contextos no século 21, por ativistas pelos direitos das armas, ativistas pelos direitos do aborto e até mesmo por redes de fast-food.